# J.T. Walsh
James Thomas Patrick Walsh (ur. 28 września 1943 w San Francisco, Kalifornia, zm. 27 lutego 1998 w La Mesa, Kalifornia) – amerykański aktor filmowy.
Jack Nicholson zadedykował mu swego Oscara za rolę w filmie Lepiej być nie może. Jego pamięci zadedykowano także filmy: Negocjator, Miasteczko Pleasantville, Outside Ozona, Dollar for the Dead.

## Filmografia
- Miasteczko Pleasantville (Pleasantville 1997)
- Incydent (Breakdown 1997)
- Negocjator (The Negotiator 1998)
- Nixon (1995)
- Klient (The Client 1994)
- Strzelając śmiechem (Loaded Weapon 1993)
- Hoffa (1992)
- Ludzie honoru (A Few Good Men 1992)
- Ognisty podmuch (Backdraft 1991)
- Wydział Rosja (The Russia House 1990)
- Misery (1990)
- Tequila Sunrise (1988)
- Good Morning, Vietnam (1987)
- Dom gier (House of Games 1987)
- Hannah i jej siostry (Hannah and Her Sisters 1986)